# آوون (کلرادو)
آوون (به انگلیسی: Avon) شهری در ایالت کلرادو کشور ایالات متحده آمریکا است که جمعیت آن در سرشماری سال ۲۰۱۰ میلادی، ۶٬۴۴۷ نفر بوده‌است.